# Wasserkraftwerk Kořensko
Das Wasserkraftwerk Kořensko ist ein Wasserkraftwerk im tschechischen Okres České Budějovice und Teil der Moldau-Kaskade. Das Kraftwerk liegt drei Kilometer nordwestlich von Týn nad Vltavou. Neben der Moldau wird auch noch die Lainsitz gestaut. Beide Flüsse treffen sich etwa 1,8 Kilometer oberhalb des Damms.
Die Stauanlage wurde zeitgleich mit der zehn Flusskilometer aufwärts gelegenen Talsperre Hněvkovice gebaut. Dort wird zur Kühlwasserversorgung des in der Nähe gelegenen Kernkraftwerks Temelin Wasser entnommen. Die Abwässer des Kernkraftwerks fließen bei Kořensko zurück in die Moldau.
Die Anlage liegt schon im Staubereich der Talsperre Orlík. Ein Aufstau findet nur statt wenn der Pegel der Orlík-Talsperre unter 353,05 m n.m. liegt. Das Bauwerk dient also vor allem dem Verhindern starker Schwankungen des Wasserspiegels in der Stadt Týn nad Vltavou. Am südlichen Ende der Anlage liegt eine Schleuse für Schiffe bis zu 300 t (45 m × 6 m).
Der Fluss läuft durch vier Wehröffnungen von je 20 Metern Breite. Für die Energieerzeugung gibt es zwei Kaplanturbinen mit je 1,9 MW.